# يوهان توبياس لوفتز
يوهان توبياس لوفتز (بالروسية: Товий Егорович Ловиц) هو عالم روسي ألماني عاش بين القرنين الثامن عشر والتاسع عشر في الفترة ما بين 1757 - 1804.
ولد في مدينة غوتينغن الألمانية، وكان والده عالماً في الرياضيات، وفي سنة 1767 انتقل إلى سانت بطرسبرغ. كان من أوائل العلماء الذين لاحظوا إمكانية تصفية السوائل عن طريق الامتزاز على الفحم.
اختير سنة 1791 عضواً في أكاديمية العلوم في غوتينغن وفي السنة التالية في الأكاديمية الألمانية للعلوم - ليوبولدينا.